# 색조
색조는 색 이론에서 흰색과 색상을 혼합하여 밝기를 증가시키고, 음영(shade)은 검정색을 혼합하여 어두움을 증가시킨다. 두 프로세스 모두 결과 색상 혼합의 상대 채도에 영향을 미친다. 톤(tone)은 회색과 색상을 혼합하거나 색조와 음영을 모두 사용하여 생성된다. 색상을 무채색(검정색, 회색, 흰색 포함)과 혼합하면 채도 또는 다채로움이 감소하는 반면 색상(색공간에 따라 빨간색, 녹색, 파란색 등의 상대적 혼합)은 변경되지 않는다.
그래픽 아트, 특히 판화 및 드로잉에서 "톤"(tone)은 새겨지거나 그려진 선으로 만든 선형 표시와는 달리 다양한 수단으로 생성된 연속 색상 영역을 의미하므로 다른 의미를 갖는다.
유색광(가산색 모델)을 혼합할 때 스펙트럼 균형이 잡힌 빨간색, 녹색, 파란색(RGB)의 무색 혼합은 항상 회색이나 검정색이 아닌 흰색이다. 도료 혼합물의 안료와 같은 착색제를 혼합하면 모색보다 항상 더 어둡고 채도 또는 채도가 낮은 색상이 생성된다. 이렇게 하면 혼합 색상이 회색이나 검정색에 가까운 중간색 쪽으로 이동한다. 조명은 밝기, 즉 에너지 수준을 조정하여 더 밝거나 어둡게 만든다. 그림에서는 흰색, 검정색, 보색 등을 섞어 명도를 조절한다.
색조, 명암, 톤을 나타내는 색상 삼각형은 1937년 파버 비렌(Faber Birren)이 제안했다.

## 같이 보기
- 셰이딩
- 대비 (그림)
- 밝기
- 파스텔 색